# Provencal
Provencal és una població dels Estats Units a l'estat de Louisiana. Segons el cens del 2000 tenia 708 habitants.

## Demografia
Segons el cens del 2000, Provencal tenia 708 habitants, 273 habitatges, i 200 famílies. La densitat de població era de 111,1 habitants/km².
Dels 273 habitatges en un 40,3% hi vivien nens de menys de 18 anys, en un 61,5% hi vivien parelles casades, en un 10,3% dones solteres, i en un 26,4% no eren unitats familiars. En el 25,3% dels habitatges hi vivien persones soles el 13,2% de les quals corresponia a persones de 65 anys o més que vivien soles. El nombre mitjà de persones vivint en cada habitatge era de 2,59 i el nombre mitjà de persones que vivien en cada família era de 3,12.
Per edats la població es repartia de la següent manera: un 29,9% tenia menys de 18 anys, un 11,3% entre 18 i 24, un 25,6% entre 25 i 44, un 20,9% de 45 a 60 i un 12,3% 65 anys o més.
L'edat mediana era de 30 anys. Per cada 100 dones de 18 o més anys hi havia 83,7 homes.
La renda mediana per habitatge era de 31.196 $ i la renda mediana per família de 32.625 $. Els homes tenien una renda mediana de 31.389 $ mentre que les dones 19.625 $. La renda per capita de la població era de 14.842 $. Entorn del 7,1% de les famílies i el 9,3% de la població estaven per davall del llindar de pobresa.

## Poblacions més properes
El següent diagrama mostra les poblacions més properes.